# Чатануга (Оклахома)
Чатануга (енгл. Chattanooga) град је у америчкој савезној држави Оклахома.

## Демографија
По попису из 2010. године број становника је 461, што је 29 (6,7%) становника више него 2000. године.
| Група             | 2000.       | 2010.       |
| Белци             | 334 (77,3%) | 388 (84,2%) |
| Афроамериканци    | 3 (0,7%)    | 1 (0,2%)    |
| Азијати           | 0 (0,0%)    | 5 (1,1%)    |
| Хиспаноамериканци | 43 (10,0%)  | 23 (5,0%)   |
| Укупно            | 432         | 461         |